# Korbácsoshalfélék
A korbácsoshalfélék (Himantolophidae) a csontos halak (Osteichthyes) főosztályának sugarasúszójú halak (Actinopterygii) osztályába, ezen belül a horgászhalalakúak (Lophiiformes) rendjébe tartozó család.
A családba csak egy nem tartozik.

## Tudnivalók
A korbácsoshalfélék, mint halcsalád az összes óceánban jelen van. Eme halak hossza fajtól függően 3,9-60 centiméter közötti.

## Rendszerezés
A nembe az alábbi 1 nem és 22 faj tartozik:
- Himantolophus J. C. H. Reinhardt, 1837
  - Himantolophus albinares Maul, 1961
  - Himantolophus appelii (Clarke, 1878)
  - Himantolophus azurlucens Beebe & Crane, 1947
  - Himantolophus borealis Kharin, 1984
  - Himantolophus brevirostris (Regan, 1925)
  - Himantolophus compressus (Osório, 1909)
  - Himantolophus cornifer Bertelsen & Krefft, 1988
  - Himantolophus crinitus Bertelsen & Krefft, 1988
  - Himantolophus danae Regan & Trewavas, 1932
  - Himantolophus groenlandicus Reinhardt, 1837 - típusfaj
  - Himantolophus litoceras Stewart & Pietsch, 2010
  - Himantolophus macroceras Bertelsen & Krefft, 1988
  - Himantolophus macroceratoides Bertelsen & Krefft, 1988
  - Himantolophus mauli Bertelsen & Krefft, 1988
  - Himantolophus melanolophus Bertelsen & Krefft, 1988
  - Himantolophus multifurcatus Bertelsen & Krefft, 1988
  - Himantolophus nigricornis Bertelsen & Krefft, 1988
  - Himantolophus paucifilosus Bertelsen & Krefft, 1988
  - Himantolophus pseudalbinares Bertelsen & Krefft, 1988
  - Himantolophus rostratus (Regan, 1925)
  - Himantolophus sagamius (Tanaka, 1918)
  - Himantolophus stewarti Pietsch & Kenaley, 2011

## Megjegyzés
Az elnevezésére vonatkozó helyesírási szabály megtalálható itt: Gozmány László: A magyar állatnevek helyesírási szabályai, Folia Entomologica Hungarica 55. Budapest, 1994. 436. o. http://library.hungaricana.hu/hu/view/FoliaEntomologica_1994_55/?pg=430&zoom=h&layout=s